# ۱۱۷ (میلادی)
۱۱۷ (میلادی) صد  و هفدهمین سال تقویم میلادی است.

## رویدادها
- تراژان، امپراتور روم می‌میرد و هادریان جانشین او می‌شود.

## درگذشتگان
- تراژان، امپراتور روم

‎